# Molí del Rafel (Pontils)
El Molí del Rafel és una obra de Pontils (Conca de Barberà) inclosa a l'Inventari del Patrimoni Arquitectònic de Catalunya.

## Descripció
Es tracta d'un molí de construcció bastant antiga, tot i que ha tingut modificacions posteriors. Les restauracions han permès que s'utilitzi com a habitatge. La que va ser la bassa del molí ha esdevingut l'actual piscina municipal. A la clau de volta de l'accés principal hi ha una inscripció amb la data 1834.

## Història
Posteriorment va ser habitatge i la bassa va esdevenir la piscina municipal de Pontils.